# Vajda Ferenc (református lelkész)
Vajda Ferenc (Farcád, 1865. március 16. – Székelyudvarhely, 1938. január 16.) református lelkész.

## Életpályája
Farcádon született, ahol tanulmányait is kezdte; a gimnáziumot Székelyudvarhelyen 1885-ben, a teológiát Nagyenyeden 1889-ben végezte, honnét a következő tanévre külföldre ment, ahol egy félévet a berlini, egyet a bonni egyetemen töltött. Hazatérve mint püspöki titkár 1890-tól 1893-ig Kolozsvárt működött; 1893-ban pedig szászlónai lelkész lett.

## Munkássága
Cikkeit a Református Szemle (1911–29), a székelyudvarhelyi vár történetéről írott nagyobb tanulmányát a Székely Közélet (1929. február 12–26.) közölte.  
További cikkei jelentek meg az Erdélyi Protestáns Lapban, a Protestáns Papban és a «Kalászok» c. vállalatban; egy időben a Vasárnap c. népies újságnak volt a főmunkatársa.

## Díjak, elismerések
Népköltészeti gyűjteményét a KZST 1904-ben jutalmazta.

## Munkái
- Protestáns theologiai fakultás. Kolozsvár, 1892.
- Bethlen Gábor fejedelem. Budapest, 1894. (Koszorú V.).
- Két püspök anyja. 1806-1892. Budapest, 1895. (Koszorú XVI.).
- Kalászok az élet zenéjéről. Kolozsvár, 1895.
- Barcsay Ágnes Történeti kép. Budapest, 1898. (Koszorú XLV.).
- A Rákóczyak. Történeti korkép. Budapest, 1900.
- A protestáns nép művelődésének jelentőségéről. Kolozsvár, 1901.